# カルポ (衛星)
カルポ（英語：Carpo、確定番号：Jupiter XLVI）は木星の第46衛星。2003年にハワイ大学のスコット・S・シェパードが率いたチームによって発見された。観測にはカナダ・フランス・ハワイ望遠鏡とハワイ大学の 2.2 m 望遠鏡が用いられた。観測にはシェパードの他に、デビッド・C・ジューイット、J. Kleyna、ブレット・J・グラドマン、ジョン・J・カヴェラーズ、J. M. Petit、L. Allenが関わっている。
発見後はS/2003 J 20という仮符号が与えられ、2005年3月にギリシア神話のゼウスとテミスの娘カルポーに因んでカルポと命名された。
カルポの直径は、アルベドを0.04と仮定すると約 3 km と推定される。また平均密度が2.6 g/cm3だと仮定すると、質量はおよそ 4.5 ×1013 kg と推定される。軌道の平均半径は1705万6000 km であり、軌道離心率は0.4317と高い値を持つ。
テミストやバレトゥードーと同様に、この衛星の近くには似た軌道要素を持つ衛星が発見されておらず、いずれのグループにも属していない。カルポ自身は順行軌道だが、周辺には逆行軌道を持つ衛星が多い。ただし数値計算によると、カルポが45億年の間に周囲の逆行衛星と衝突を起こす可能性は最大でも数%と見積もられている。